# Leichtathletik-Europameisterschaften 1938
| 2. Leichtathletik-Europameisterschaften | 2. Leichtathletik-Europameisterschaften         |
| --------------------------------------- | ----------------------------------------------- |
|                                         |                                                 |
| Stadt                                   | Paris (Männer) Wien (Frauen)                    |
| Stadion                                 | Stade Olympique (Männer) Praterstadion (Frauen) |
| Wettbewerbe                             | 32                                              |
| Weltrekorde                             | 1                                               |
| Weitere Europarekorde                   | 1                                               |
| Eröffnung                               | 3. September 1938 (M) 17. September 1938 (F)    |
| Schlussfeier                            | 5. September 1938 (M) 18. September 1938 (F)    |
| Chronik                                 |                                                 |
| ← Turin 1934                            | Oslo 1946 →                                     |

| Medaillenspiegel (Endstand nach 32 Entscheidungen) | Medaillenspiegel (Endstand nach 32 Entscheidungen) | Medaillenspiegel (Endstand nach 32 Entscheidungen) | Medaillenspiegel (Endstand nach 32 Entscheidungen) | Medaillenspiegel (Endstand nach 32 Entscheidungen) | Medaillenspiegel (Endstand nach 32 Entscheidungen) |
| Platz                                              | Land                                               | Gold                                               | Silber                                             | Bronze                                             | Gesamt                                             |
| -------------------------------------------------- | -------------------------------------------------- | -------------------------------------------------- | -------------------------------------------------- | -------------------------------------------------- | -------------------------------------------------- |
| 10                                                 | Deutsches Reich                                    | 12                                                 | 11                                                 | 9                                                  | 320                                                |
| 20                                                 | Finnland                                           | 5                                                  | 3                                                  | 3                                                  | 110                                                |
| 30                                                 | Großbritannien                                     | 4                                                  | 2                                                  | 2                                                  | 80                                                 |
| 40                                                 | Schweden                                           | 3                                                  | 4                                                  | 6                                                  | 130                                                |
| 50                                                 | Polen                                              | 2                                                  | 3                                                  | 1                                                  | 60                                                 |
| 60                                                 | Niederlande                                        | 2                                                  | 2                                                  | 4                                                  | 80                                                 |
| 70                                                 | Königreich Italien                                 | 1                                                  | 4                                                  | 3                                                  | 80                                                 |
| 80                                                 | Frankreich                                         | 1                                                  | 1                                                  | 1                                                  | 30                                                 |
| 80                                                 | Ungarn                                             | 1                                                  | 1                                                  | 1                                                  | 30                                                 |
| 100                                                | Estland                                            | 1                                                  | –                                                  | –                                                  | 10                                                 |
| Vollständiger Medaillenspiegel                     |                                                    |                                                    |                                                    |                                                    |                                                    |

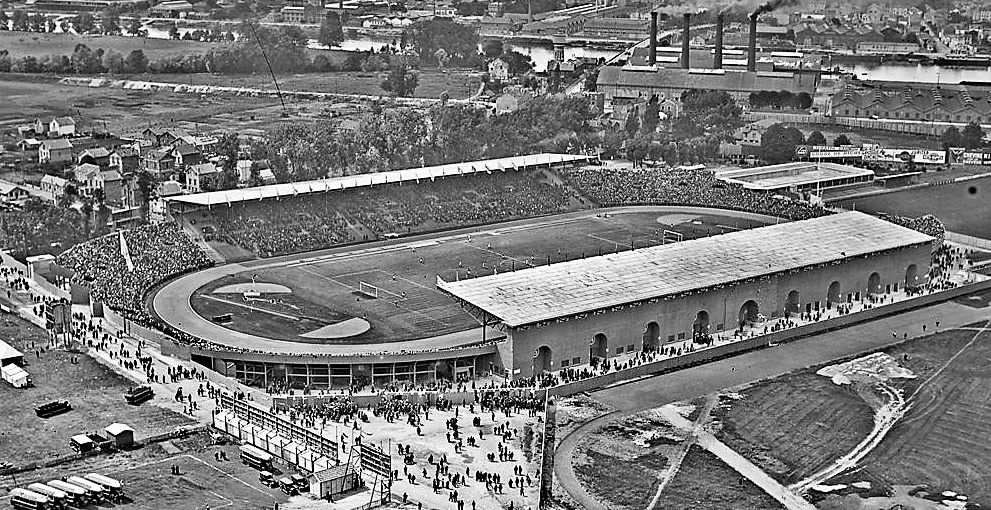
Olympiastadion in Paris 1924

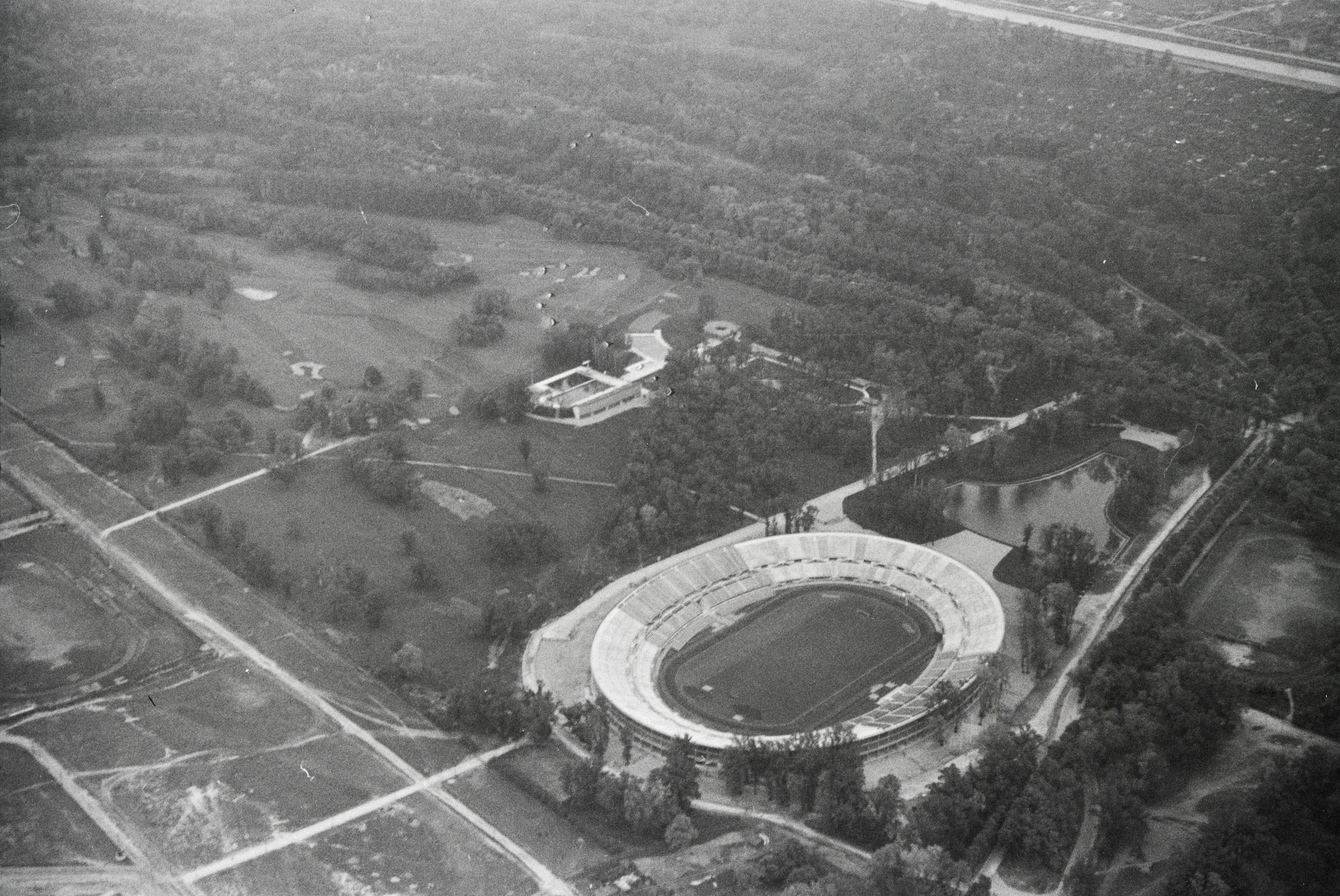
Praterstadion auf einer Luftaufnahme 1932

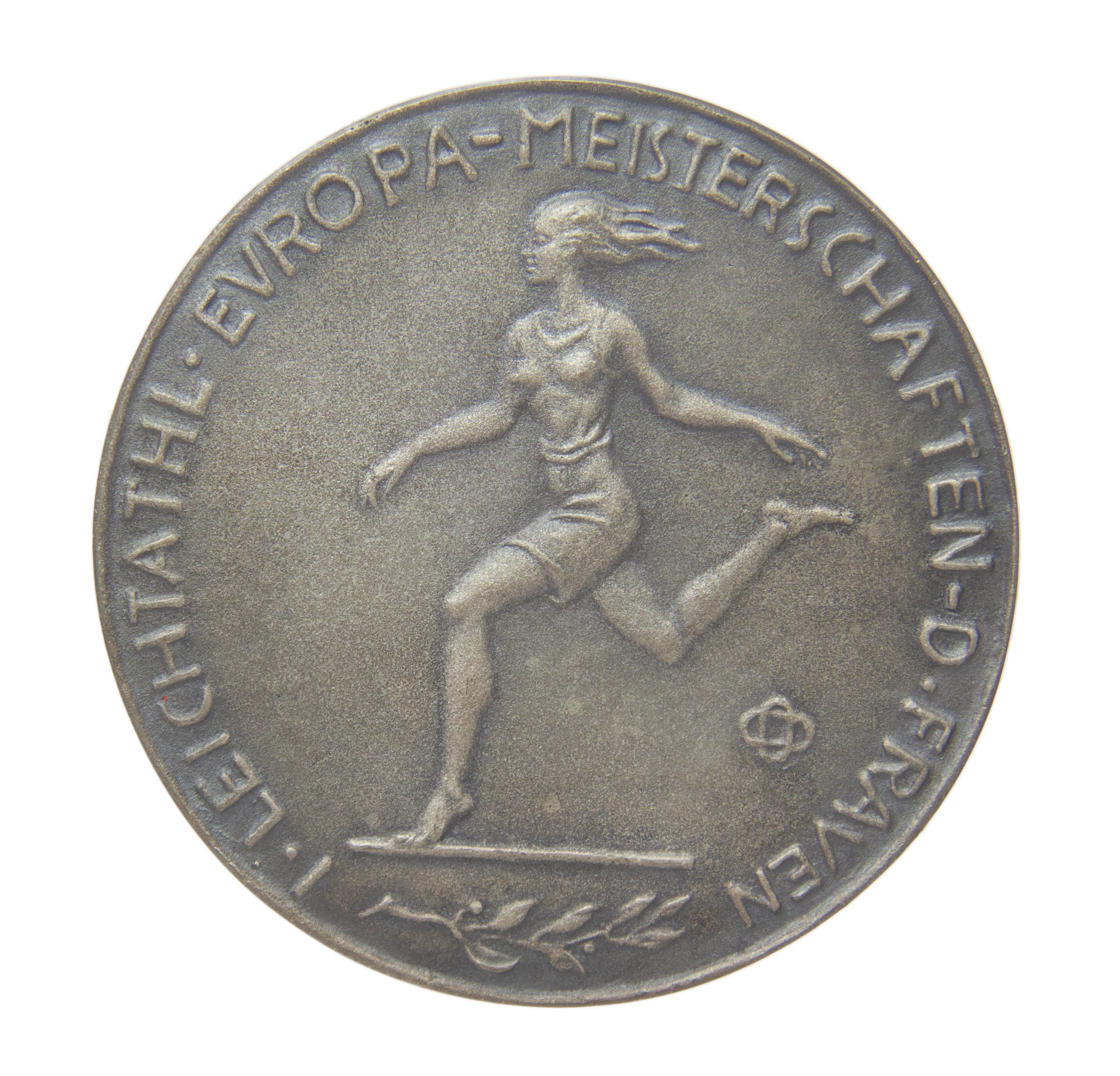
Medaille von der 1. Leichtathletik-EM der Frauen

Die 2. Leichtathletik-Europameisterschaften im Jahr 1938 fanden zu unterschiedlichen Terminen an zwei verschiedenen Orten statt. Die Wettkämpfe der Männer wurden vom 3. bis 5. September in Paris ausgetragen, die der Frauen am 17. und 18. September in Wien, das seit dem sogenannten Anschluss Österreichs bis zum Ende des Zweiten Weltkriegs Teil des Deutschen Reichs war.

## Wettbewerbe
Bei den Männern wurde wie bereits bei den ersten Europameisterschaften der annähernd komplette Wettkampfkalender angeboten, der außer im Bereich Gehen dem heutigen Wettbewerbsprogramm entsprach. Hinzu kam nun auch der 3000-Meter-Hindernislauf.
Das Wettkampfangebot für Frauen umfasste mit dem Weitsprung und dem Kugelstoßen sogar zwei Disziplinen mehr als bei den Olympischen Spielen zwei Jahre zuvor in Berlin und sechs Jahre zuvor in Los Angeles. Allerdings gab es für die Frauen deutlich weniger Wettkampfangebote als für die Männer. Lediglich drei Einzellaufstrecken wurden ausgetragen – die längste über 200 Meter – sowie die 4-mal-100-Meter-Staffel. Darüber hinaus gab es mit Hoch- und Weitsprung zwei Sprungwettbewerbe sowie mit Kugelstoßen, Diskus- und Speerwurf drei Disziplinen aus dem Bereich Stoßen/Werfen.

## Sportliche Leistungen
Höhepunkte waren ein egalisierter Weltrekord sowie vier Europarekorde.
- Weltrekord:
  - 80 Meter Hürden, Frauen: 11,6 s (egalisiert) – Claudia Testoni Italien, Finale
- Europarekorde:
  - 110 Meter Hürden, Männer: 14,3 s (egalisiert) – Don Finlay Großbritannien, Finale
  - Hochsprung, Frauen: 1,64 m – Ibolya Csák Ungarn, Finale
  - Hochsprung, Frauen: 1,64 m – Nelly van Balen-Blanken Niederlande, Finale
  - Hochsprung, Frauen: 1,64 m – Feodora zu Solms Deutsches Reich, Finale
- Darüber hinaus gab es zahlreiche weitere Rekorde:
  - In 28 Disziplinen wurden 39 Meisterschaftsrekorde neu aufgestellt oder egalisiert.
  - In neun Disziplinen wurden sechzehn Landesrekorde neu aufgestellt oder egalisiert.

Erfolgreichste Nation war das Deutsche Reich, das von der besonderen Förderung des Sports unter dem nationalsozialistischen Regime mit seinen propagandistischen Zielen in hohem Maße profitierte. Dabei darf nicht vergessen werden, dass jüdische Sportler unabhängig von ihrer Leistungsfähigkeit komplett außen vor standen und denselben Repressalien unterworfen waren wie die jüdische Bevölkerung im Deutschen Reich insgesamt. Deutschland stellte zwölf Europameister, dahinter lagen Finnland mit fünf, Großbritannien mit vier und Schweden mit drei EM-Titeln.
- Es gab drei Athleten, die zwei Goldmedaillen bei diesen Meisterschaften erringen konnten:
  - Stanisława Walasiewicz (Polen) – 100 Meter, 200 Meter, darüber hinaus Silber im Weitsprung und in der 4-mal-100-Meter-Staffel
  - Martinus Osendarp (Niederlande) – 100 Meter, 200 Meter
  - Rudolf Harbig (Deutsches Reich) – 800 Meter, 4-mal-400-Meter-Staffel
- Folgende drei Titelträger von 1938 hatten bereits bei den ersten Europameisterschaften 1934 Gold gewonnen:
  - Ilmari Salminen (Finnland) – 10.000 Meter, Wiederholung seines Erfolgs von 1934
  - Wilhelm Leichum (Deutsches Reich) – Weitsprung, Wiederholung seines Erfolgs von 1934
  - Matti Järvinen (Finnland) – Speerwurf, Wiederholung seines Erfolgs von 1934

## Ergebnisse Männer – in Paris

### 100 m

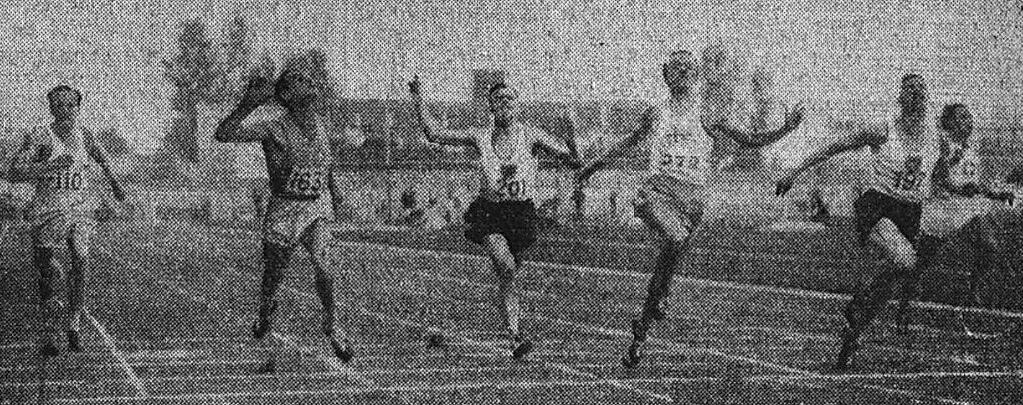
Finaleinlauf über 100 Meter (v. l. n. r.): Arthur Sweeney, Orazio Mariani, Wil van Beveren, Lennart Strandberg, Martinus Osendarp, Bernard Marchand

| Platz | Athlet             | Land | Zeit (s) |
| ----- | ------------------ | ---- | -------- |
| 1     | Martinus Osendarp  | NED  | 10,5     |
| 2     | Orazio Mariani     | ITA  | 10,6     |
| 3     | Lennart Strandberg | SWE  | 10,6     |
| 4     | Wil van Beveren    | NED  | 10,6     |
| 5     | Arthur Sweeney     | GBR  | 11,0     |
| 6     | Bernard Marchand   | SUI  | 11,2     |

Finale: 3. September

### 200 m
| Platz | Athlet            | Land | Zeit (s) |
| ----- | ----------------- | ---- | -------- |
| 1     | Martinus Osendarp | NED  | 21,2 CR0 |
| 2     | Jakob Scheuring   | GER  | 21,60000 |
| 3     | Alan Pennington   | GBR  | 21,60000 |
| 4     | Julien Saelens    | BEL  | 21,7 NRe |
| 5     | Gyula Gyenes      | HUN  | 22,10000 |
| 6     | Kenneth Jenkins   | GBR  | 22,10000 |

Finale: 4. September

### 400 m
| Platz | Athlet                 | Land | Zeit (s) |
| ----- | ---------------------- | ---- | -------- |
| 1     | Godfrey Brown          | GBR  | 47,4 CR  |
| 2     | Karl Baumgarten        | NED  | 48,2000  |
| 3     | Erich Linnhoff         | GER  | 48,8000  |
| 4     | János Görkói           | HUN  | 48,9000  |
| 5     | Aarne Tammisto         | FIN  | 49,1000  |
| 6     | Bertil von Wachenfeldt | SWE  | 50,0000  |

Finale: 4. September

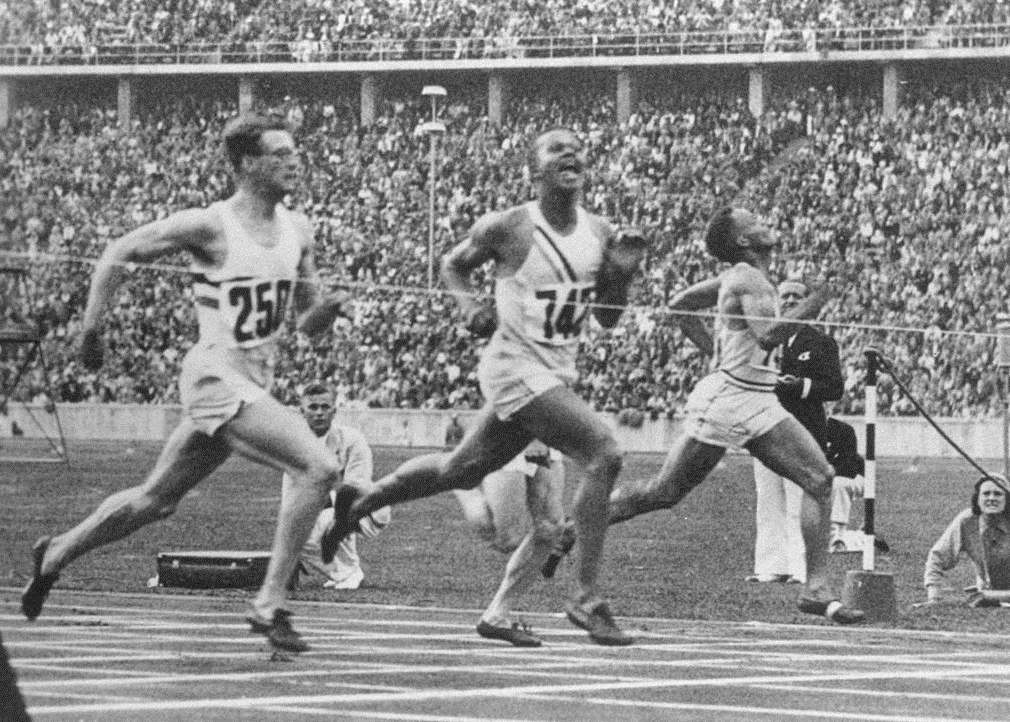

Der britische Europameister Godfrey Brown hatte bei den Olympischen Spielen 1936 Silber gewonnen (Foto rechts: Olympisches Finale 1936, Brown ganz links)

### 800 m

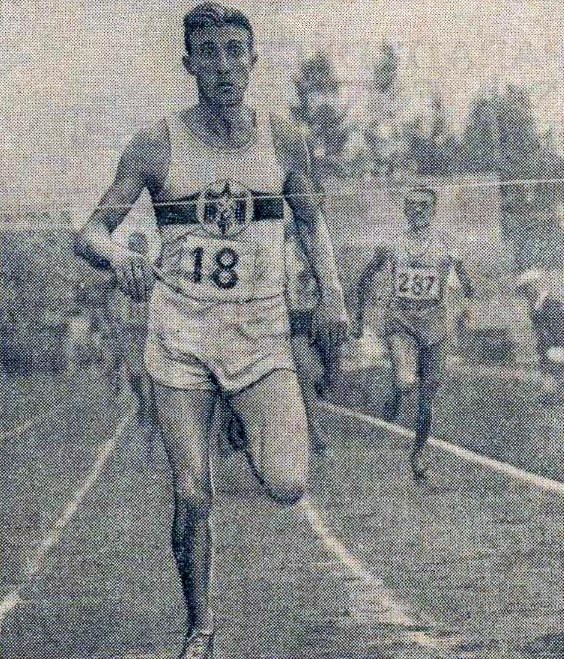
Rudolf Harbig – klarer Sieger über 800 Meter

| Platz | Athlet           | Land | Zeit (min)   |
| ----- | ---------------- | ---- | ------------ |
| 1     | Rudolf Harbig    | GER  | 1:50,6 CR/NR |
| 2     | Jacques Lévèque  | FRA  | 1:51,8000000 |
| 3     | Mario Lanzi      | ITA  | 1:52,0000000 |
| 4     | Sjabbe Bouman    | NED  | 1:52,3 NR000 |
| 5     | Bertil Andersson | SWE  | 1:53,0000000 |
| 6     | Tauno Peussa     | FIN  | 1:55,5000000 |
| 7     | Paul Faure       | FRA  | NT000000     |
| 8     | Lennart Nilsson  | SWE  | NT000000     |

Finale: 4. September

### 1500 m
| Platz | Athlet           | Land | Zeit (min) |
| ----- | ---------------- | ---- | ---------- |
| 1     | Sydney Wooderson | GBR  | 3:53,6 CR  |
| 2     | Joseph Mostert   | BEL  | 3:54,5000  |
| 3     | Luigi Beccali    | ITA  | 3:55,2000  |
| 4     | Niilo Hartikka   | FIN  | 3:56,5000  |
| 5     | Toivo Sarkama    | FIN  | 3:56,7000  |
| 6     | Jan Staniszewski | POL  | 3:58,4000  |
| 7     | Jim Alford       | GBR  | 4:03,0000  |
| 8     | Ingvar Haglund   | SWE  | 4:08,2000  |

Finale: 5. September

### 5000 m
| Platz | Athlet                    | Land | Zeit (min) |
| ----- | ------------------------- | ---- | ---------- |
| 1     | Taisto Mäki               | FIN  | 14:26,8 CR |
| 2     | Henry Jonsson             | SWE  | 14:27,4000 |
| 3     | Kauko Pekuri              | FIN  | 14:29,2000 |
| 4     | Jack Emery                | GBR  | 14:46,2000 |
| 5     | Józef Noji                | POL  | 14:47,8000 |
| 6     | George Morrison Carstairs | GBR  | 14:51,3000 |
| 7     | András Csaplár            | HUN  | 14:52,4000 |
| 8     | Roger Rochard             | FRA  | 14:55,6000 |

Datum: 4. September

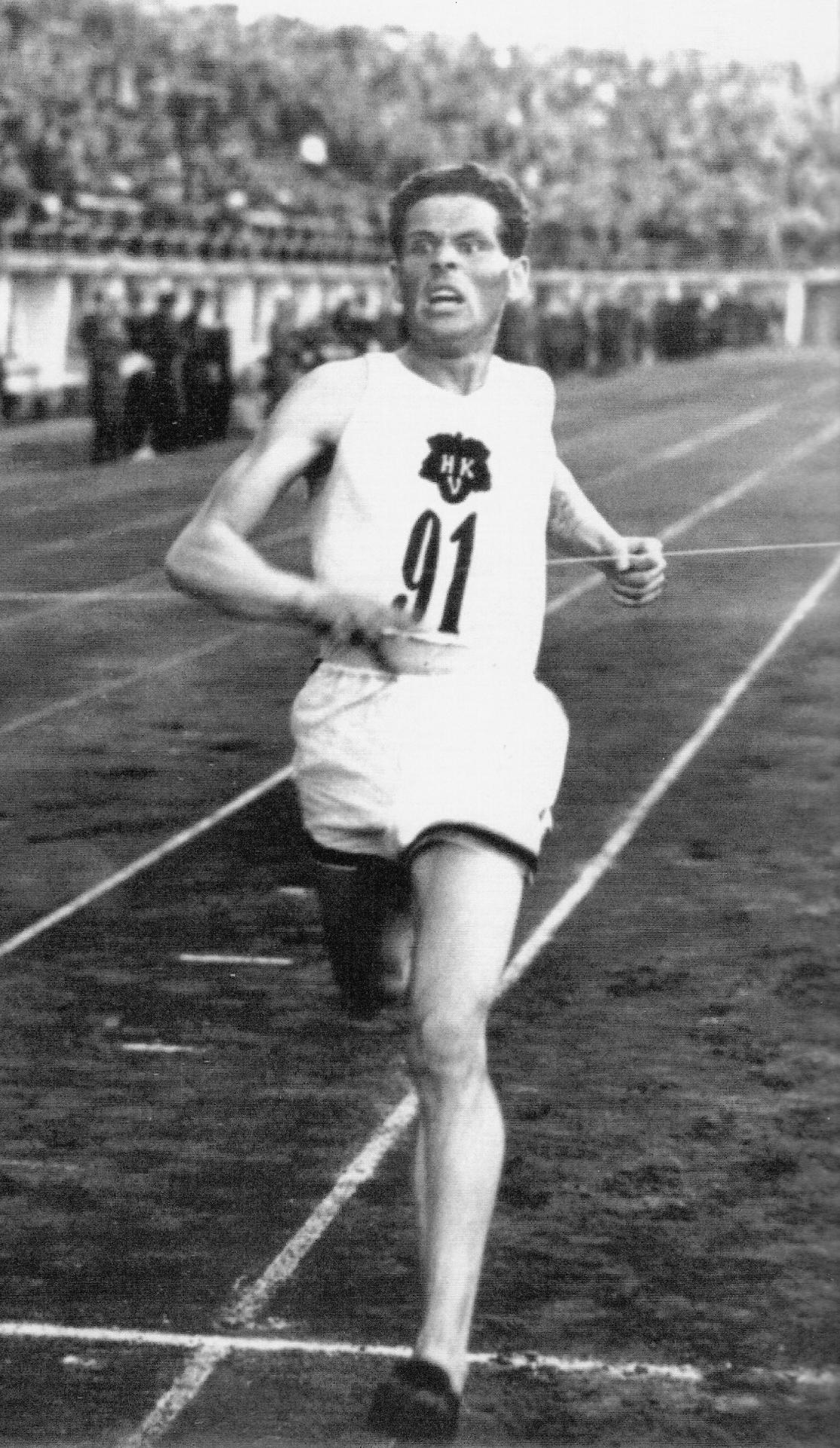

Finnische Dominanz auf allen Langstrecken, über 5000 Meter durch Taisto Mäki (Foto rechts)

### 10.000 m
| Platz | Athlet             | Land | Zeit (min) |
| ----- | ------------------ | ---- | ---------- |
| 1     | Ilmari Salminen    | FIN  | 30:52,4 CR |
| 2     | Giuseppe Beviacqua | ITA  | 30:53,2 NR |
| 3     | Max Syring         | GER  | 30:57,8000 |
| 4     | Jenő Szilágyi      | HUN  | 30:58,6 NR |
| 5     | Thore Tillman      | SWE  | 31:06,6000 |
| 6     | János Kelen        | HUN  | 31:16,6000 |
| 7     | Giuseppe Lippi     | ITA  | 31:51,6000 |
| 8     | André Sicard       | FRA  | 32:09,6000 |

Datum: 5. September

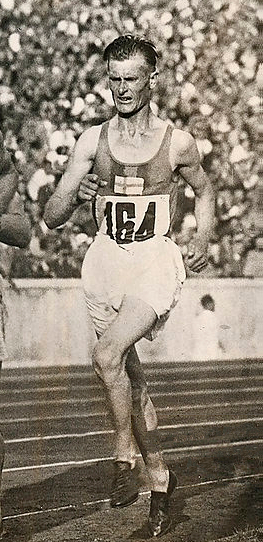

Ilmari Salminen (Foto rechts) wiederholte nach seinem Olympiasieg 1936 auch seinen EM-Erfolg von 1934.

### Marathon
| Platz | Athlet               | Land | Zeit (h)   |
| ----- | -------------------- | ---- | ---------- |
| 1     | Väinö Muinonen       | FIN  | 2:37:29 CR |
| 2     | Squire Yarrow        | GBR  | 2:39:03000 |
| 3     | Henry Palmé          | SWE  | 2:42:14000 |
| 4     | Maurice Waltispurger | FRA  | 2:44:28000 |
| 5     | Erich Puch           | GER  | 2:45:09000 |
| 6     | Eugen Bertsch        | GER  | 2:45:21000 |
| 7     | Désiré Leriche       | FRA  | 2:48:22000 |
| 8     | Umberto De Florentis | ITA  | 2:49:30000 |

Datum: 4. September

### 110 m Hürden
| Platz | Athlet           | Land | Zeit (s) |
| ----- | ---------------- | ---- | -------- |
| 1     | Don Finlay       | GBR  | 14,3 ERe |
| 2     | Håkan Lidman     | SWE  | 14,50000 |
| 3     | Reindert Brasser | NED  | 14,80000 |
| 4     | John Thornton    | GBR  | 14,80000 |
| 5     | Karl Kumpmann    | GER  | 15,30000 |
| 6     | Werner Christen  | SUI  | 15,40000 |

Finale: 4. September

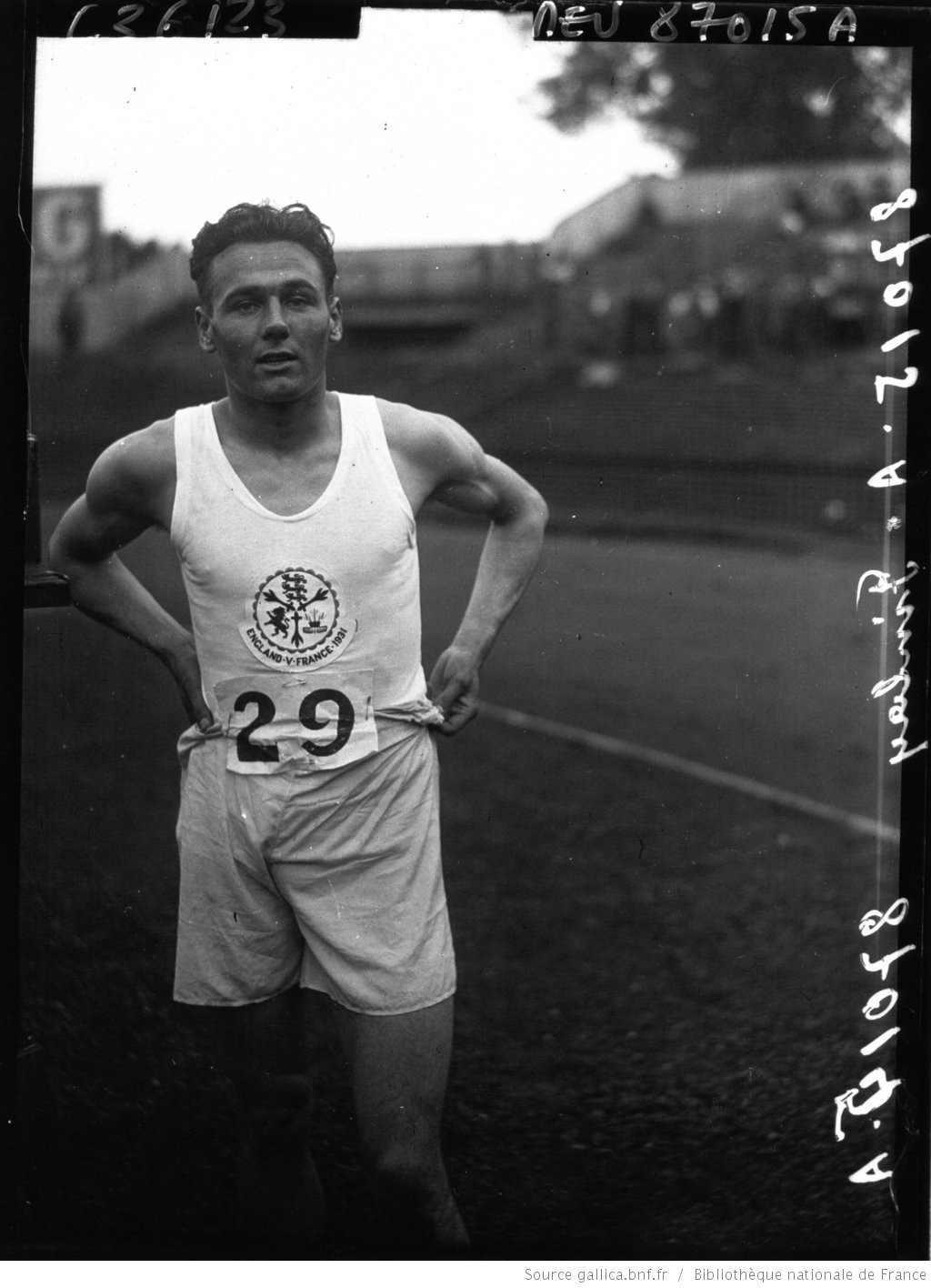

Don Finlay (Foto rechts), der auf eine lange Sportlerkarriere zurückblicken konnte, wurde Europameister mit egalisiertem Europarekord.

### 400 m Hürden

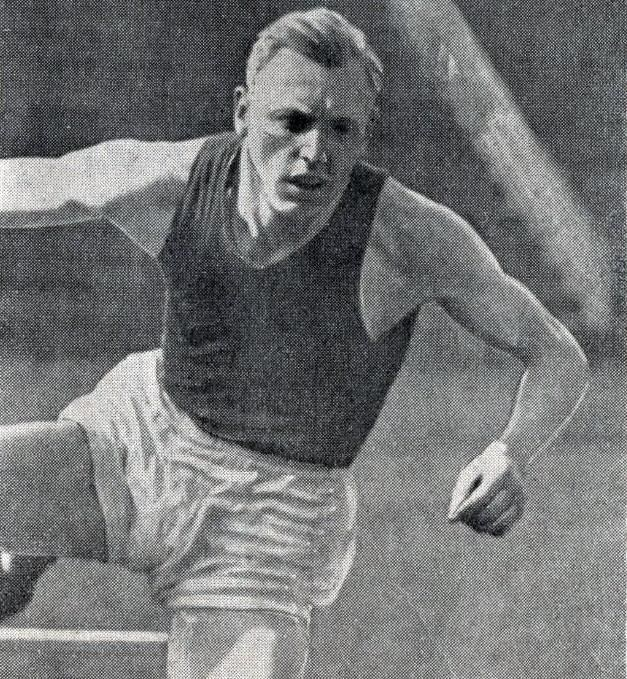
Europameister Prudent Joye

| Platz | Athlet                    | Land | Zeit (s) |
| ----- | ------------------------- | ---- | -------- |
| 1     | Prudent Joye              | FRA  | 53,1 CR  |
| 2     | József Kovács             | HUN  | 53,3000  |
| 3     | Kell Areskoug             | SWE  | 53,6000  |
| 4     | Georg Glaw                | GER  | 54,2000  |
| 5     | Friedrich-Wilhelm Hölling | GER  | 54,6000  |
| 6     | Werner Kellerhals         | SUI  | 55,0000  |

Finale: 4. September

### 3000 m Hindernis
| Platz | Athlet                | Land | Zeit (min) |
| ----- | --------------------- | ---- | ---------- |
| 1     | Lars Larsson          | SWE  | 9:16,2 CR  |
| 2     | Ludwig Kaindl         | GER  | 9:19,2000  |
| 3     | Alf Lindblad          | FIN  | 9:21,4000  |
| 4     | Kalle Tuominen        | FIN  | 9:28,6000  |
| 5     | Roger Cuzol           | FRA  | 9:42,2000  |
| 6     | Gaston Tinard         | FRA  | 9:43,0000  |
| 7     | Ferdinando Migliaccio | ITA  | 9:45,2000  |
| 8     | Wacław Soldan         | POL  | 9:58,4000  |

Datum: 5. September

### 4 × 100 m Staffel
| Platz | Land               | Athleten                                                          | Zeit (s) |
| ----- | ------------------ | ----------------------------------------------------------------- | -------- |
| 1     | Deutsches Reich    | Manfred Kersch Gerd Hornberger Karl Neckermann Jakob Scheuring    | 40,9 CR  |
| 2     | Schweden           | Gösta Klemming Åke Stenqvist Lennart Lindgren Lennart Strandberg  | 41,1000  |
| 3     | Großbritannien     | Maurice Scarr Godfrey Brown Arthur Sweeney Ernest Page            | 41,2000  |
| 4     | Königreich Italien | Tullio Gonnelli Gianni Caldana Edoardo Daelli Orazio Mariani      | 41,3000  |
| DNF   | Niederlande        | Martinus Osendarp Wil van Beveren Tjeerd Boersma Heinz Baumgarten |          |
| DSQ   | Schweiz            | Fritz Seeger Jean Studer Bernard Marchand Paul Hänni              |          |

Finale: 5. September

### 4 × 400 m Staffel
| Platz | Land               | Athleten                                                                    | Zeit (min) |
| ----- | ------------------ | --------------------------------------------------------------------------- | ---------- |
| 1     | Deutsches Reich    | Hermann Blazejezak Manfred Bues Erich Linnhoff Rudolf Harbig                | 3:13,7 CR  |
| 2     | Großbritannien     | Jack Barnes Alfred Baldwin Alan Pennington Godfrey Brown                    | 3:14,9000  |
| 3     | Schweden           | Lars Nilsson Carl Hendrik Gustafsson Börje Thomasson Bertil von Wachenfeldt | 3:17,3000  |
| 4     | Frankreich         | Joseph Bertolino André Gardien Jacques Lévèque Prudent Joye                 | 3:18,3000  |
| 5     | Königreich Italien | Angelo Ferrario Gioacchino Dorascenzi Otello Spampani Mario Lanzi           | 3:19,7000  |
| 6     | Ungarn             | Gyula Gyenes Ferenc Temesvári József Vadas János Görkói                     | 3:22,9000  |

Datum: 5. September

### 50-km-Gehen
| Platz | Athlet             | Land | Zeit (h)   |
| ----- | ------------------ | ---- | ---------- |
| 1     | Harold Whitlock    | GBR  | 4:41:51 CR |
| 2     | Herbert Dill       | GER  | 4:43:54000 |
| 3     | Edgar Bruun        | NOR  | 4:44:35000 |
| 4     | Fritz Bleiweiß     | GER  | 4:45:24000 |
| 5     | Antonio De Maestri | ITA  | 4:53:56000 |
| 6     | Evald Segerström   | SWE  | 4:54:06000 |
| 7     | Giuseppe Gobbato   | ITA  | 4:56:20000 |
| 8     | Anton Toscani      | NED  | 4:58:36000 |

4. September

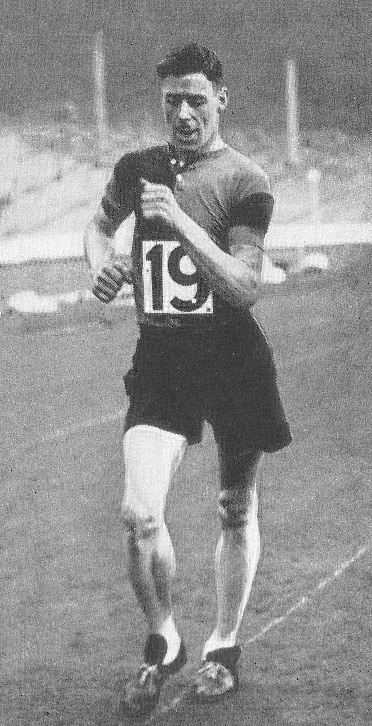

Harold Whitlock (Foto rechts) siegte mit mehr als zwei Minuten Vorsprung.

### Hochsprung
| Platz | Athlet         | Land | Höhe (m) |
| ----- | -------------- | ---- | -------- |
| 1     | Kurt Lundqvist | SWE  | 1,97     |
| 2     | Kalevi Kotkas  | FIN  | 1,94     |
| 3     | Lauri Kalima   | FIN  | 1,94     |
| 4     | Åke Ödmark     | SWE  | 1,90     |
| 4     | Erik Stai      | NOR  | 1,90     |
| 6     | Jean Moiroud   | FRA  | 1,85     |
| 6     | Hubert Stubbs  | GBR  | 1,85     |
| 8     | Janós Cserna   | HUN  | 1,85     |

Datum: 5. September

### Stabhochsprung

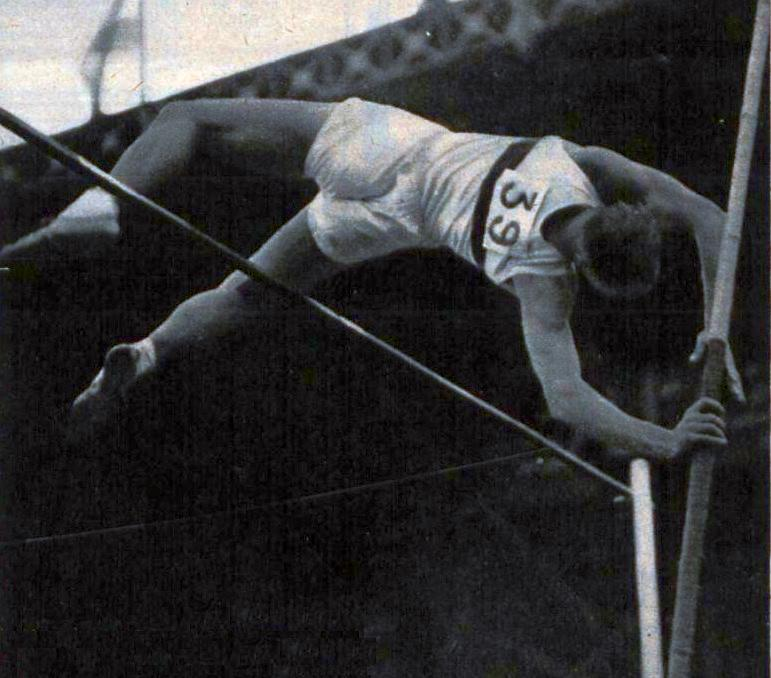
Europameister Karl Sutter – hier bei seinem Wettkampf in Paris

| Platz | Athlet            | Land | Höhe (m) |
| ----- | ----------------- | ---- | -------- |
| 1     | Karl Sutter       | GER  | 4,05 CR  |
| 2     | Bo Ljungberg      | SWE  | 4,00000  |
| 3     | Pierre Ramadier   | FRA  | 4,00000  |
| 4     | Wilhelm Schneider | POL  | 4,00000  |
| 5     | Mario Romeo       | ITA  | 4,00000  |
| 6     | Aulis Reinikka    | FIN  | 3,90000  |
| 7     | Richard Webster   | GBR  | 3,80000  |
| 8     | Richard Kiipsaar  | EST  | 3,70000  |

Datum: 3. September

### Weitsprung

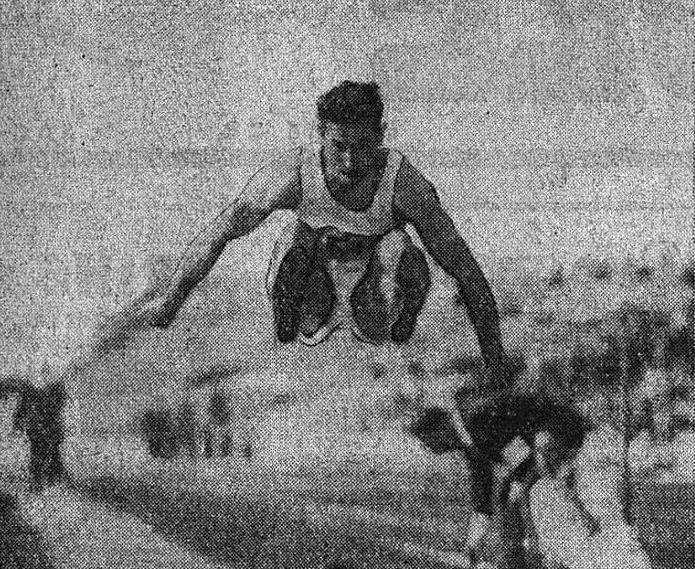
Wilhelm Leichum verteidigte seinen EM-Titel von 1934

| Platz | Athlet          | Land | Weite (m) |
| ----- | --------------- | ---- | --------- |
| 1     | Wilhelm Leichum | GER  | 7,65 CR   |
| 2     | Arturo Maffei   | ITA  | 7,61000   |
| 3     | Luz Long        | GER  | 7,56000   |
| 4     | István Gyuricza | HUN  | 7,27000   |
| 5     | Ruudi Toomsalu  | EST  | 7,24000   |
| 6     | William Breach  | GBR  | 7,16000   |
| 7     | Jean Studer     | SUI  | 7,14000   |
| 8     | Jean Baudry     | FRA  | 7,11000   |

Datum: 3. September

### Dreisprung
| Platz | Athlet             | Land | Weite (m) |
| ----- | ------------------ | ---- | --------- |
| 1     | Onni Rajasaari     | FIN  | 15,32 CR  |
| 2     | Jouko Norén        | FIN  | 14,95000  |
| 3     | Karl Kotratschek   | GER  | 14,73000  |
| 4     | Ioannis Palamiotis | GRE  | 14,70 NR  |
| 5     | Vittorio Turco     | ITA  | 14,64000  |
| 6     | Lennart Andersson  | SWE  | 14,56000  |
| 7     | Franco Bini        | ITA  | 13,96000  |
| 8     | Jean Nichil        | FRA  | 13,88 NR  |

Datum: 4. September

### Kugelstoßen
| Platz | Athlet           | Land | Weite (m) |
| ----- | ---------------- | ---- | --------- |
| 1     | Aleksander Kreek | EST  | 15,83 CR  |
| 2     | Gerhard Stöck    | GER  | 15,59000  |
| 3     | Hans Woellke     | GER  | 15,52000  |
| 4     | Sulo Bärlund     | FIN  | 15,07000  |
| 5     | Gunnar Bergh     | SWE  | 14,92000  |
| 6     | Jaroslav Vítek   | TCH  | 14,77000  |
| 7     | Angiolo Profeti  | ITA  | 14,67000  |
| 8     | Witold Gerutto   | POL  | 14,41000  |

Datum: 4. September

### Diskuswurf
| Platz | Athlet            | Land | Weite (m) |
| ----- | ----------------- | ---- | --------- |
| 1     | Willy Schröder    | GER  | 49,70     |
| 2     | Giorgio Oberweger | ITA  | 49,48     |
| 3     | Gunnar Bergh      | SWE  | 48,72     |
| 4     | Kalevi Kotkas     | FIN  | 48,63     |
| 5     | Adolfo Consolini  | ITA  | 48,02     |
| 6     | Jenő Kulitzy      | HUN  | 47,19     |
| 7     | Jules Noël        | FRA  | 46,65     |
| 8     | Reidar Sørlie     | NOR  | 46,36     |

Datum: 5. September

### Hammerwurf
| Platz | Athlet            | Land | Weite (m) |
| ----- | ----------------- | ---- | --------- |
| 1     | Karl Hein         | GER  | 58,77 CR  |
| 2     | Erwin Blask       | GER  | 57,34000  |
| 3     | Oscar Malmbrandt  | SWE  | 51,23000  |
| 4     | Gösta Hannula     | FIN  | 49,84000  |
| 5     | Joseph Wirtz      | FRA  | 48,75000  |
| 6     | Silvio Nido       | SUI  | 46,68000  |
| 7     | Jussi Anttalainen | FIN  | 44,59000  |
| 8     | Robert Saint-Pé   | FRA  | 42,61000  |

Datum: 4. September

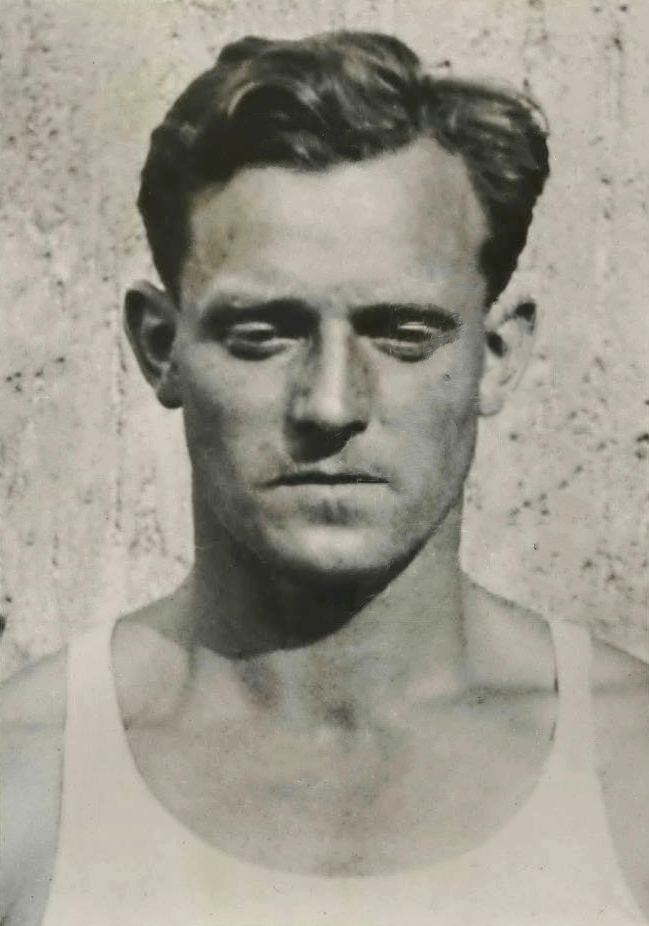

Die beiden Deutschen Karl Hein (Foto rechts) und Erwin Blask dominierten diesen Wettbewerb deutlich.

### Speerwurf
| Platz | Athlet            | Land | Weite (m) |
| ----- | ----------------- | ---- | --------- |
| 1     | Matti Järvinen    | FIN  | 76,87 CR  |
| 2     | Yrjö Nikkanen     | FIN  | 75,00000  |
| 3     | József Várszegi   | HUN  | 72,78 NR  |
| 4     | Gustav Sule       | EST  | 70,50000  |
| 5     | Friedrich Issak   | EST  | 70,23000  |
| 6     | Lennart Atterwall | SWE  | 68,58000  |
| 7     | Gerhard Stöck     | GER  | 65,34000  |
| 8     | Oskar Ospelt      | LIE  | 58,83000  |

Datum: 3. September

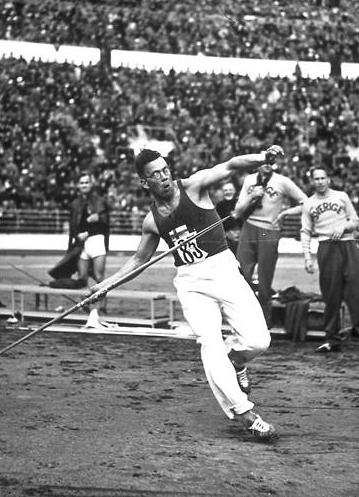

Matti Järvinen (Foto rechts) war einer der erfolgreichsten Speerwerfer seiner Zeit und wurde hier zum zweiten Mal Europameister.

### Zehnkampf
| Platz | Athlet          | Land | P – offiz. Wert. | P – 85er Wert. |
| ----- | --------------- | ---- | ---------------- | -------------- |
| 1     | Olle Bexell     | SWE  | 7214 CRe         | 6687           |
| 2     | Witold Gerutto  | POL  | 70060000         | 6459           |
| 3     | Josef Neumann   | SUI  | 66640000         | 6228           |
| 4     | Rudolf Glötzner | GER  | 64920000         | 6173           |
| 5     | Raymond Anet    | SUI  | 61180000         | 5918           |
| 6     | Jerzy Pławczyk  | POL  | 59460000         | 5656           |
| 7     | Jean Balezo     | FRA  | 55030000         | 5360           |
| 8     | Hervé Mahé      | FRA  | 53460000         | 5138           |

Datum: 4./5. September

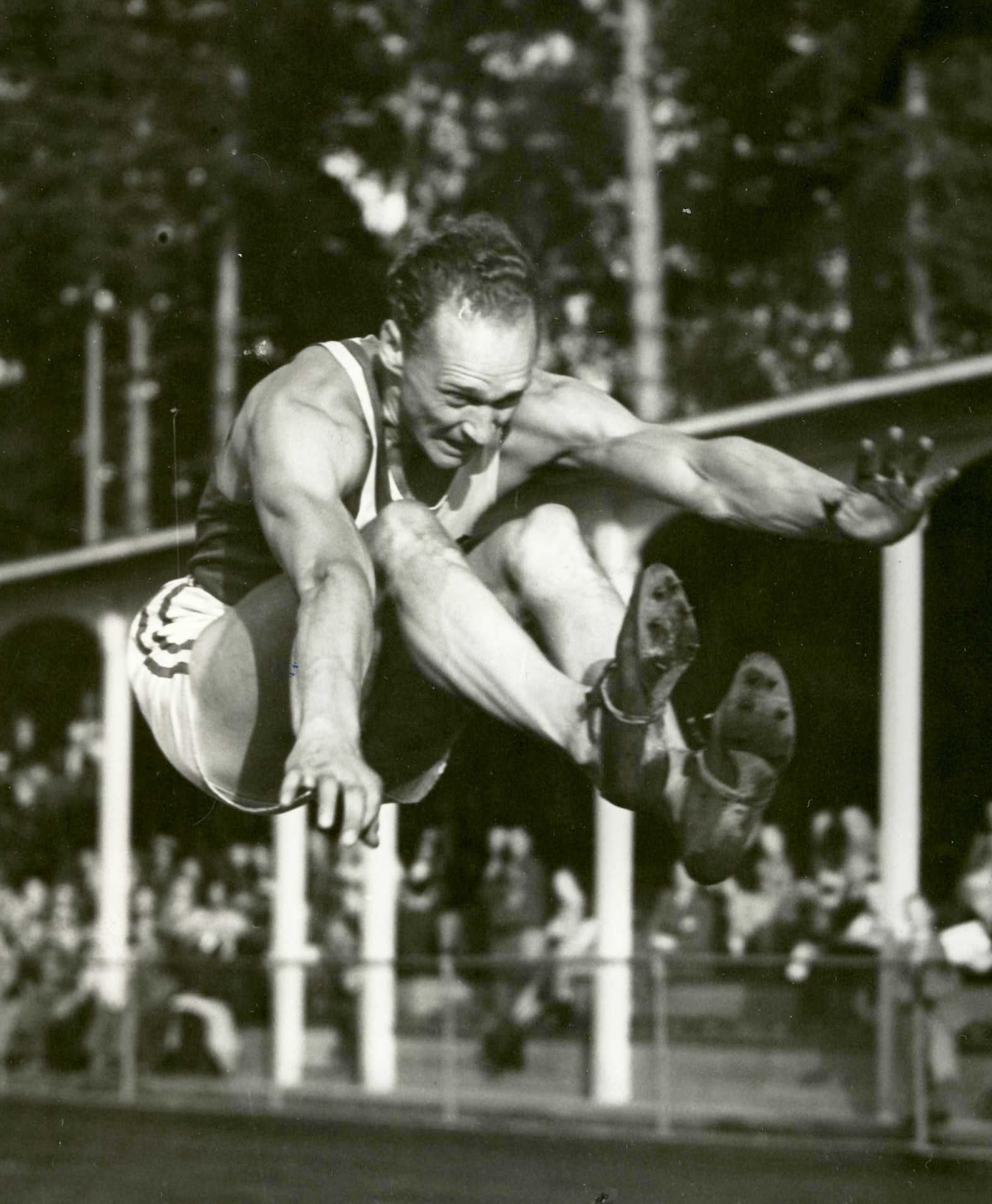
Olle Bexell machte sich mit seiner Leistung hier zum König der Athleten

Gewertet wurde nach der Punktetabelle von 1934.
Zur Orientierung und Einordnung der Leistungen sind zum Vergleich die nach heutigem Wertungssystem von 1985 erreichten Punktzahlen mitaufgeführt. An den Platzierungen hätte sich danach nichts geändert.
Natürlich sind diese Vergleiche nur Anhaltswerte, denn als Grundlage müssen die jeweils unterschiedlichen Maßstäbe der Zeit gelten.

## Ergebnisse Frauen – in Wien

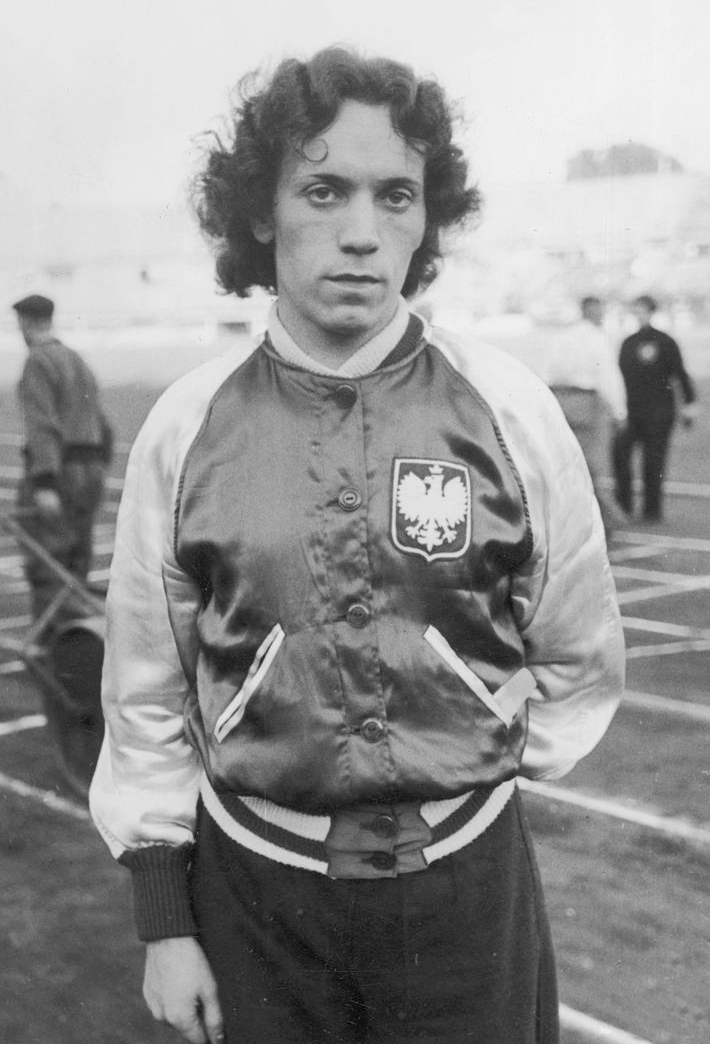
Stanisława Walasiewicz

### 100 m
| Platz | Athletin               | Land | Zeit (s) |
| ----- | ---------------------- | ---- | -------- |
| 1     | Stanisława Walasiewicz | POL  | 11,9 CRe |
| 2     | Käthe Krauß            | GER  | 12,0000  |
| 3     | Fanny Blankers-Koen    | NED  | 12,0000  |
| 4     | Dorothy Saunders       | GBR  | 12,1000  |
| 5     | Ida Kühnel             | GER  | 12,3000  |
| 6     | Emmy Albus             | GER  | 12,4000  |

Finale: 17. September

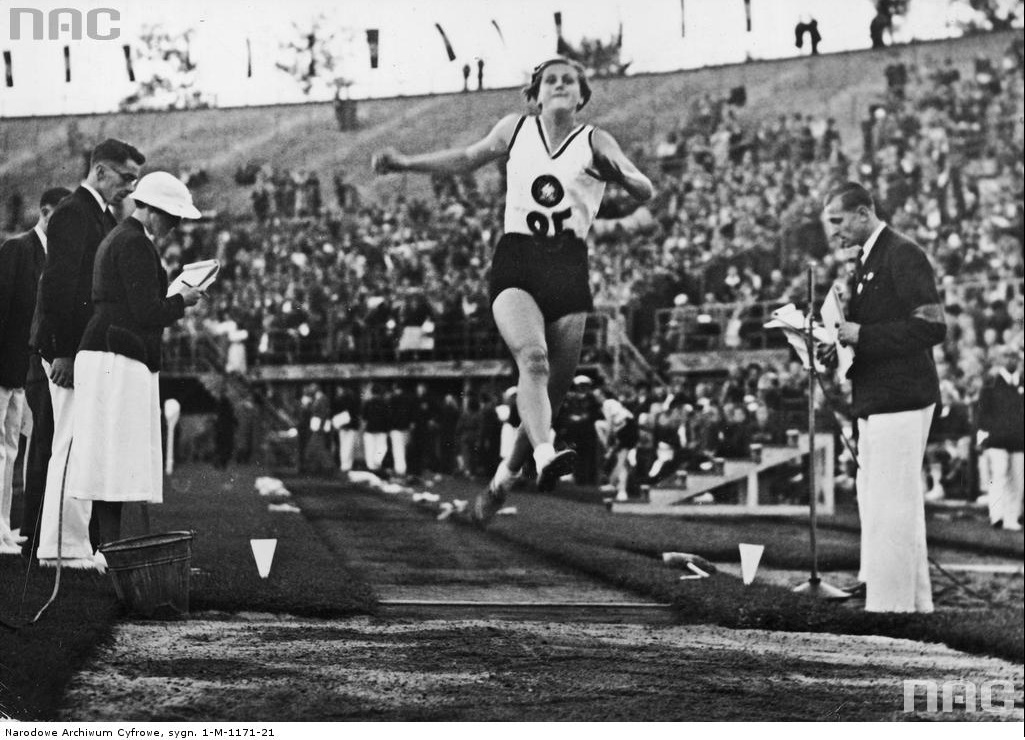
Irmgard Praetz besiegte auch die Sprintkönigin Stanisława Walasiewicz

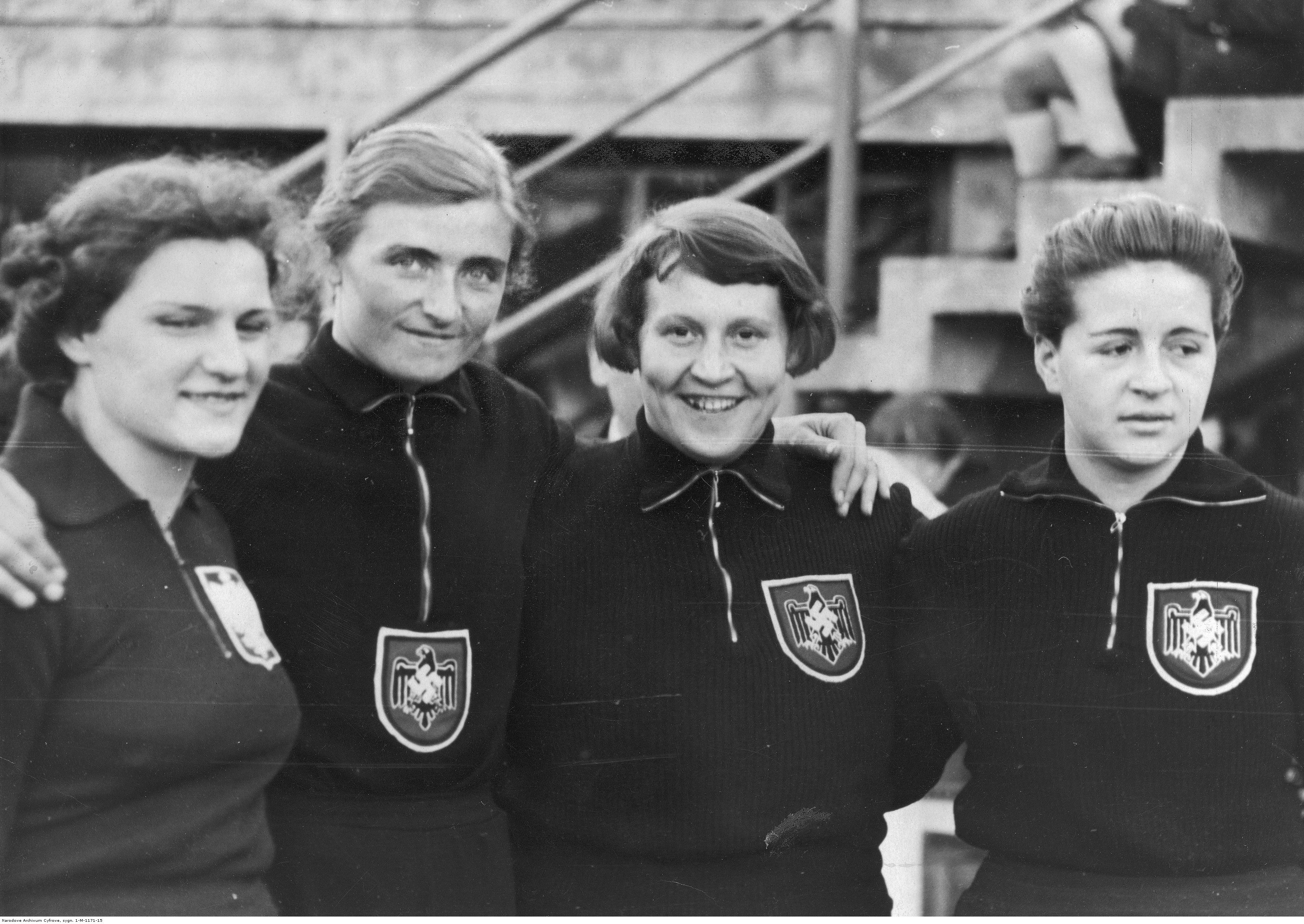
Die vier erstplatzierten Kugelstoßerinnen (v. l. n. r.): Wanda Flakowicz, Gisela Mauermayer, Hermine Schröder, Helma Wessel

Anmerkung zum Austragungsdatum:
Hier sind in den Quellen zwei unterschiedliche Termine genannt:
- Die offizielle Homepage der EAA benennt den 17. September[2]
- Auf todor66.com ist der 18. September ausgewiesen[3]

Im vorliegenden Artikel ist durchgängig das Datum der offiziellen Homepage der EAA aufgelistet.
Stanisława Walasiewicz (Foto rechts) entschied beide Sprintstrecken für sich. Später wanderte sie in die Vereinigten Staaten aus und setzte dort ihre Karriere unter dem Namen Stella Walsh fort.

### 200 m
| Platz | Athletin               | Land | Zeit (s) |
| ----- | ---------------------- | ---- | -------- |
| 1     | Stanisława Walasiewicz | POL  | 23,8 CR  |
| 2     | Käthe Krauß            | GER  | 24,4 DR  |
| 3     | Fanny Blankers-Koen    | NED  | 24,9000  |
| 4     | Ida Kühnel             | GER  | 25,0000  |
| 5     | Dorothy Saunders       | GBR  | 25,0000  |
| 6     | Lillian Chalmers       | GBR  | 25,0000  |

Finale: 18. September

### 80 m Hürden
| Platz | Athletin           | Land | Zeit (s) |
| ----- | ------------------ | ---- | -------- |
| 1     | Claudia Testoni    | ITA  | 11,6 WRe |
| 2     | Lisa Gelius        | GER  | 11,70000 |
| 3     | Kitty ter Braake   | NED  | 11,80000 |
| 4     | Annemarie Westphal | GER  | 12,00000 |
| 5     | Agatha Doorgeest   | NED  | 12,00000 |
| 6     | Anny Spitzweg      | GER  | 12,10000 |

Finale: 17. September

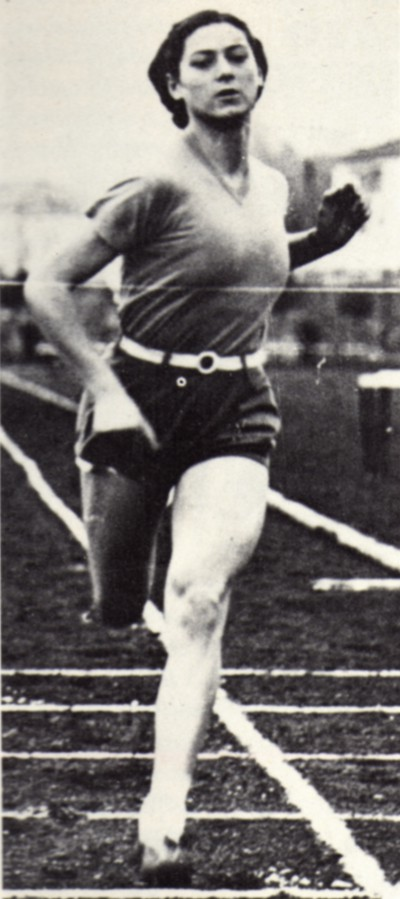

Claudia Testoni (Foto rechts) stellte bei ihrem Sieg über 80 Meter Hürden den bestehenden Weltrekord der Deutschen Ruth Engelhard ein.

### 4 × 100 m Staffel
| Platz | Land               | Athletinnen                                                                 | Zeit (s) |
| ----- | ------------------ | --------------------------------------------------------------------------- | -------- |
| 1     | Deutsches Reich    | Josefine Kohl Käthe Krauß Emmy Albus Ida Kühnel                             | 46,8 CR  |
| 2     | Polen              | Jadwiga Gawrońska Barbara Książkiewicz Otylia Kałuża Stanisława Walasiewicz | 48,2000  |
| 3     | Königreich Italien | Maria Alfero Maria Apollonio Rosetta Cattaneo Italia Lucchini               | 49,4000  |
| 4     | Ungarn             | Ilona Balla Anna Lörinczi Sarolta Fehér Rózalia Nagy                        | 50,8000  |
| 5     | Norwegen           | Ella Undli Aashild Brandvold Solveig Wennewold N. N.                        | 51,1000  |
| DSQ   | Großbritannien     | Lillian Chalmers Audrey Brown Dorothy Saunders Betty Lock                   |          |

Datum: 18. September

### Hochsprung
| Platz | Athletin                | Land | Höhe (m)   |
| ----- | ----------------------- | ---- | ---------- |
| 1     | Ibolya Csák             | HUN  | 1,64 CR/ER |
| 2     | Nelly van Balen-Blanken | NED  | 1,64 CR/ER |
| 3     | Feodora zu Solms        | GER  | 1,64 CR/ER |
| 4     | Dorothy Cosnett         | GBR  | 1,58000000 |
| 5     | Dora Gardner            | GBR  | 1,58000000 |
| 6     | Ilsebill Pfenning       | SUI  | 1,55000000 |
| 7     | Karin Färnström         | SWE  | 1,55000000 |
| 8     | Wanda Nowak             | GER  | 1,50000000 |

Datum: 18. September

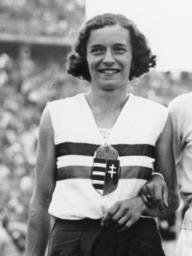
Olympiasiegerin Ibolya Csák errang in einem hochklassigen Wettbewerb auch den EM-Titel

Ursprünglich war Dora Ratjen mit der neuen Weltrekordhöhe von 1,70 m offizielle Siegerin des Wettbewerbs. Nach der Feststellung, dass Ratjen in Wirklichkeit ein Mann war, wurde ihm/ihr der Titel jedoch aberkannt. Sein eigentlicher Name war Heinrich Ratjen.
Die achtplatzierte Wanda Nowak war eigentlich eine österreichische Athletin, die jedoch nach der Annektierung Österreichs durch das Deutsche Reich ihre Staatsbürgerschaft wechselte.

### Weitsprung
| Platz | Athletin               | Land | Weite (m) |
| ----- | ---------------------- | ---- | --------- |
| 1     | Irmgard Praetz         | GER  | 5,88 CR   |
| 2     | Stanisława Walasiewicz | POL  | 5,81000   |
| 3     | Gisela Voß             | GER  | 5,47000   |
| 4     | Ethel Raby             | GBR  | 5,44000   |
| 5     | Veronika Kohlbach      | GER  | 5,41000   |
| 6     | Vedder Schenck         | GBR  | 5,34000   |
| 7     | Inge Schmidt-Nielsen   | DEN  | 5,27000   |
| 8     | Henryka Słomczewska    | POL  | 5,15000   |

Datum: 17. September
Anmerkung zum Austragungsdatum:
Hier sind in den Quellen zwei unterschiedliche Termine genannt:
- Die offizielle Homepage der EAA benennt den 17. September[5]
- Auf todor66.com ist der 18. September ausgewiesen[6]

Im vorliegenden Artikel ist durchgängig das Datum der offiziellen Homepage der EAA aufgelistet.

### Kugelstoßen
| Platz | Athletin            | Land | Weite (m) |
| ----- | ------------------- | ---- | --------- |
| 1     | Hermine Schröder    | GER  | 13,29 CR  |
| 2     | Gisela Mauermayer   | GER  | 13,27000  |
| 3     | Wanda Flakowicz     | POL  | 12,55000  |
| 4     | Helma Wessel        | GER  | 12,55000  |
| 5     | Bevis Reid          | GBR  | 12,10000  |
| 6     | Pūce Aldzere-Lavīze | LAT  | 11,70000  |
| 7     | Genowefa Cejzik     | POL  | 11,68000  |
| 8     | Irja Lipasti        | FIN  | 11,64000  |

Datum: 17. September
Anmerkung zum Austragungsdatum:
Hier sind in den Quellen zwei unterschiedliche Termine genannt:
- Die offizielle Homepage der EAA benennt den 17. September[7]
- Auf todor66.com ist der 18. September ausgewiesen[8]

Im vorliegenden Artikel ist durchgängig das Datum der offiziellen Homepage der EAA aufgelistet.

### Diskuswurf
| Platz | Athletin          | Land | Weite (m) |
| ----- | ----------------- | ---- | --------- |
| 1     | Gisela Mauermayer | GER  | 44,80 CR  |
| 2     | Hilde Sommer      | GER  | 40,95000  |
| 3     | Paula Mollenhauer | GER  | 39,81000  |
| 4     | Birgit Lundström  | SWE  | 38,11000  |
| 5     | Genowefa Cejzik   | POL  | 36,51000  |
| 6     | Gabre Gabric      | ITA  | 35,53000  |
| 7     | Ans Niesink       | NED  | 35,48000  |
| 8     | Bevis Reid        | GBR  | 34,19000  |

Datum: 18. September

### Speerwurf
| Platz | Athletin               | Land | Weite (m) |
| ----- | ---------------------- | ---- | --------- |
| 1     | Lisa Gelius            | GER  | 45,58 CR  |
| 2     | Susanne Pastoors       | GER  | 44,14000  |
| 3     | Luise Krüger           | GER  | 42,49000  |
| 4     | Lux Stiefel            | SUI  | 40,58000  |
| 5     | Pūce Aldzere-Lavīze    | LAT  | 40,20000  |
| 6     | Stanisława Walasiewicz | POL  | 33,33000  |
| 7     | Irja Lipasti           | FIN  | 31,93000  |
| 8     | Britta Awall           | SWE  | 31,90000  |

Datum: 18. September